# ジェシカおばさんの事件簿

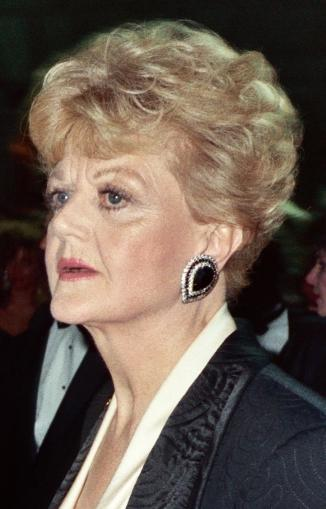
主人公ジェシカ・フレッチャー役のアンジェラ・ランズベリー。放送中の1989年撮影

『ジェシカおばさんの事件簿』（ジェシカおばさんのじけんぼ、原題：Murder, She Wrote）は、1984年から1996年までアメリカユニバーサルTVが製作したテレビドラマ。アメリカCBSテレビにて放映されたアンジェラ・ランズベリー演じるミステリー作家ジェシカ・フレッチャーが様々な難事件を解決する素人探偵モノのミステリードラマ。企画・原案は『刑事コロンボ』で知られるリチャード・レビンソンとウィリアム・リンク。作品の人気は非常に高く、シリーズ4までの本編終了後もスペシャル版が数度制作された。
日本では1988年からNHK（NHK衛星第2テレビジョンとNHK総合テレビジョン）で第1 - 第3シーズンの日本語版の放送（翻訳：額田やえ子他）を開始。ジェシカ・フレッチャーの吹き替えには女優の森光子が起用された。
その後NHKのほかCSや独立UHF局でも再放送が行われていたが、2006年に入ってからCSのLaLa TVで第4シーズンの放送が開始された（ただし吹き替えはなく字幕スーパー）。2013年にはAXNミステリーチャンネルで第1・第2シーズン、およびTV映画版が放映され、2014年には第3・第4シーズンも放送、そして2015年には第5シーズンが放送された。
2014年6月にHDリマスター版の吹き替えが、無料BSチャンネルDlifeで開始。7月からは第2シーズン、2015年1月から5月に第3シーズンが放送。2016年4月5月に傑作選として第3シーズンが放送された。NHKも2022年11月28日からBSプレミアム4Kで、BS8Kでも2025年2月11日から放送開始（どちらもHDリマスター版に基づくと思われる）。なお、DVDは日本語版の吹き替え第3シーズンまでが、1枚1話の計7枚組で全8巻、56話分が2012年4月にキープ株式会社より発売されている。8巻セットのDVD-BOXもある。アメリカでは全シーズン＋テレビ映画版4作を合わせたブルーレイBOXが2025年6月17日に発売された。

## キャスト
- ジェシカ・フレッチャー（en:Jessica Fletcher）：アンジェラ・ランズベリー（吹替：森光子 / テレビ映画 - 京田尚子）
メイン州の海岸の町「Cabot Cove」に住む[4]元国語教師。旧姓マクギル。夫フランクに先立たれ、老後の暇潰しにミステリー小説を書いたが、それが大ヒットして売れっ子作家になった。しかし、旅先や地元で殺人事件に遭遇すると、執筆も何も放り出して持ち前の知性と観察力、厚顔なまでの行動力と好奇心、そしてどこか人を安心させ信頼させる人柄で情報を聞き出し、事件を解決する。
- エイモス・タッパー保安官：トム・ボズリ（吹替：富田耕生）
シーズン1〜4に登場。ジェシカが住む田舎町キャボット・コーブの保安官。人柄はいいが、捜査能力はいま一つ。
- セス・ハズリット医師：ウィリアム・ウィンダム（吹替：村松康雄）
シーズン2から登場。キャボット・コーブの開業医。ジェシカやタッパー保安官の友人。
- グレイディ・フレッチャー（ジェシカの甥）：マイケル・ホートン（吹替：島田敏）
ジェシカの数多い親戚縁者の中の一人で、いま一つ頼りない青年。ジェシカが書いた原稿を出版社に持ち込むが、その出版社の社長宅で殺人事件が起きて容疑者にされてしまう。そのグレイディの無実を証明したのが、ジェシカの「初仕事」となった。
- モート・メッツガー保安官：ロン・マサク（吹替：なし）
シーズン5から登場。元NYPD署員の保安官。静かな田舎暮らしを求めてキャボット・コープに赴任したが、事件の対応に追われる日々を送る。

## 各話リスト

### シーズン1
米国での放送：1984-1985年
| 話数 | サブタイトル                  | サブタイトル                   | 脚本                                                                                                | 監督                           |
| 話数 | 原題                          | 邦題                           | 脚本                                                                                                | 監督                           |
| ---- | ----------------------------- | ------------------------------ | --------------------------------------------------------------------------------------------------- | ------------------------------ |
| 1    | The Murder of Sherlock Holmes | シャーロック・ホームズ殺人事件 | ピーター・S・フィッシャー（原案・脚本） リチャード・レヴィンソン（原案） ウィリアム・リンク（原案） | コリー・アレン                 |
| 2    | Deadly Lady                   | 海に消えたパパ                 | ピーター・S・フィッシャー                                                                           | コリー・アレン                 |
| 3    | Birds of a Feather            | 嘆きのコメディアン             | ロバート・スワンソン                                                                                | ジョン・ルウェリン・モクシー   |
| 4    | Hooray for Homicide           | 映画セットは死のにおい         | ロバート・ヴァン・スコヤック                                                                        | リチャード・A・コーラ          |
| 5    | It's a Dog's Life             | 愛犬が犯人なんて               | マーク・ギリス リンダ・シャンク                                                                     | シーモー・ロビー               |
| 6    | Lovers and Other Killers      | （日本未放映）                 | ピーター・S・フィッシャー                                                                           | アレン・レイスナー             |
| 7    | Hit, Run and Homicide         | 無人カーが追ってくる           | ジェラルド・K・シーゲル                                                                             | アラン・クック                 |
| 8    | We're Off to Kill the Wizard  | ある日ビックリハウスで         | ピーター・S・フィッシャー（原案・脚本） ジェラルド・K・シーゲル（原案）                             | ウォルター・グローマン         |
| 9    | Death Takes a Curtain Call    | 最後の幕が下りる時             | ポール・W・クーパー                                                                                 | アレン・レイスナー             |
| 10   | Death Casts a Spell           | （日本未放映）                 | スティーブ・ヘンズレー ミヨコ・ヘンズレー                                                           | アレン・レイスナー             |
| 11   | Capitol Offense               | （日本未放映）                 | ピーター・S・フィッシャー                                                                           | ジョン・ルウェリン・モクシー   |
| 12   | Broadway Malady               | （日本未放映）                 | トム・ソーヤー                                                                                      | ハイ・アヴァーバック           |
| 13   | Murder to a Jazz Beat         | クラリネットのすすり泣き       | ポール・サベッジ（原案・脚本） デヴィッド・アブラモウィッツ（原案）                                 | ウォルター・グローマン         |
| 14   | My Johnny Lies Over the Ocean | あの世から夫が招く             | ピーター・S・フィッシャー                                                                           | シーモー・ロビー               |
| 15   | Paint Me a Murder             | カンバスに死の色を             | ピーター・S・フィッシャー                                                                           | ジョン・ルウェリン・モクシー   |
| 16   | Tough Guys Don't Die          | 探偵はタフなやつ               | ピーター・S・フィッシャー                                                                           | シーモー・ロビー               |
| 17   | Sudden Death                  | （日本未放映）                 | ロバート・スワンソン                                                                                | エドワード・M・アブロムス      |
| 18   | Footnote to Murder            | 授賞式はひめやかに             | ロバート・スワンソン                                                                                | ピーター・クレイン             |
| 19   | Murder Takes the Bus          | 道づれは恐い人                 | マイケル・マクガフ メアリー・アン・カシカ                                                           | ウォルター・グローマン         |
| 20   | Armed Response                | （日本未放映）                 | ジェラルド・K・シーゲル                                                                             | チャールズ・S・デュビン        |
| 21   | Murder at the Oasis           | （日本未放映）                 | ロバート・ヴァン・スコヤック                                                                        | アーサー・アラン・シーデルマン |
| 22   | Funeral at Fifty-Mile         | 天罰は雷雨の夜に               | ディック・ネルソン                                                                                  | シーモー・ロビー               |

第1話「ホームズ殺人事件」は日本未放映のパイロット版。2009年に発売されたDVD全巻セットの特典として収録

### シーズン2
米国での放送：1985-1986年
| 話数 | サブタイトル                         | サブタイトル               | 脚本                                                  | 監督                           |
| 話数 | 原題                                 | 邦題                       | 脚本                                                  | 監督                           |
| ---- | ------------------------------------ | -------------------------- | ----------------------------------------------------- | ------------------------------ |
| 1    | Widow, Weep for Me                   | 未亡人はご用心             | ピーター・S・フィッシャー                             | ミッシェル・A・ホーイ          |
| 2    | Joshua Peabody Died Here... Possibly | 悪党は岬に眠れ             | トム・ソーヤー                                        | ピーター・クレイン             |
| 3    | Murder in the Afternoon              | スポットライトが死を照らす | ポール・サベッジ                                      | アーサー・アラン・シーデルマン |
| 4    | School for Scandal                   | 学園に死の影が             | ロバート・E・スワンソン                               | アーサー・アラン・シーデルマン |
| 5    | Sing a Song of Murder                | もう一度別れの歌を         | ピーター・S・フィッシャー                             | ジョン・リュウェリン・モクシー |
| 6    | Reflections of the Mind              | わが心のオルゴール         | ロバート・E・スワンソン                               | シーモー・ロビー               |
| 7    | A Lady in the Lake                   | 美女は湖底に沈む           | ロバート・ヴァン・スコヤック                          | ウォルター・グローマン         |
| 8    | Dead Heat                            | 勝利の美酒は苦い味         | J・ミヨコ・ケン・ヘンズレー スティーヴン・ヘンズレー  | ピーター・クレイン             |
| 9    | Jessica Behind Bars                  | 人質なんて初体験           | カールトン・イーストレイク                            | ジョン・リュウェリン・モクシー |
| 10   | Sticks and Stones                    | 変な手紙がいっぱい         | リンダ・シャンク マーク・ギリス ジャクソン・ギリス    | シーモー・ロビー               |
| 11   | Murder Digs Deep                     | 悪霊が遺跡に踊る           | メリアン・カシカ マイケル・シェフ                     | フィリップ・リーコック         |
| 12   | Murder by Appointment Only           | 口紅に殺意をこめて         | ジェリー・ロス                                        | アーサー・サイルドマン         |
| 13   | Trial by Error                       | 陪審員はつらいもの         | スコット・シェパード（原案） ポール・サベッジ（脚本） | シーモー・ロビー               |
| 14   | Keep the Home Fries Burning          | 気の毒なレストラン         | フィリップ・ガーソン                                  | ピーター・クレイン             |
| 15   | Powder Keg                           | 容疑者に手を出すな         | ピーター・S・フィッシャー                             | ジョン・リュウェリン・モクシー |
| 16   | Murder in the Electric Cathedral     | （日本未放映）             | ディック・ネルソン                                    | ジョン・リュウェリン・モクシー |
| 17   | One Good Bid Deserves a Murder       | 死を招く秘め事の記録       | J・ミヨコ・ケン・ヘンズレー スティーヴン・ヘンズレー  | シーモー・ロビー               |
| 18   | If a Body Meet a Body                | なんと遺体は別の人         | スティーブ・ストーリヤー                              | ウォルター・グローマン         |
| 19   | Christopher Bundy Died on Sunday     | 時間のズレが致命的         | ジェラルド・K・シーゲル                               | ピーター・クレイン             |
| 20   | Menace,Anyone?                       | テニスのスター天に昇る     | ロバート・B・シャーマン                               | アーサー・サイドルマン         |
| 21   | The Perfect Foil                     | 仮面祭りの悪いやつ         | ロバート・E・スワンソン                               | ウォルター・グローマン         |
| 22   | If The Frame Fits                    | 欲がからんだ死の構図       | フィリップ・ガーソン                                  | ポール・リンチ                 |

### シーズン3
米国での放送：1986-1987年
| 話数 | サブタイトル                     | サブタイトル             | 脚本                                                                             | 監督                           |
| 話数 | 原題                             | 邦題                     | 脚本                                                                             | 監督                           |
| ---- | -------------------------------- | ------------------------ | -------------------------------------------------------------------------------- | ------------------------------ |
| 1    | Death Stalks the Big Top: Part 1 | サーカスに死が訪れる     | ピーター・S・フィッシャー（原案） ポール・サベッジ（脚本）                       | シーモー・ロビー               |
| 2    | Death Stalks the Big Top: Part 2 | サーカスに死が訪れる     | ピーター・S・フィッシャー（原案） ポール・サベッジ（脚本）                       | シーモー・ロビー               |
| 3    | Unfinished Business              | 殺しの仕上げは願い下げ   | ジャクソン・ギリス                                                               | ウォルター・グローマン         |
| 4    | One White Rose For Death         | 白バラをスパイに贈れ     | ピーター・S・フィッシャー                                                        | ピーター・クレイン             |
| 5    | Corned Beef And Carnage          | 広告とるのも命がけ       | ロバート・E・スワンソン                                                          | ジョン・リュウェリン・モクシー |
| 6    | Dead Man's Gold                  | 黄金は海底に眠れ         | ロバート・ヴァン・スコヤック                                                     | シーモー・ロビー               |
| 7    | Deadline For Murder              | 殺意のデッドライン       | トム・ソーヤー（原案・脚本） ジョン・ケネディ（原案） マイケル・マクガフ（原案） | シーモー・ロビー               |
| 8    | Magnum On Ice                    | 連続殺人ハワイの休暇     | ロバート・E・スワンソン                                                          | ピーター・クレイン             |
| 9    | Obituary For a Dead Anchor       | 番組の主役が消えた       | ボブ・シェイン（原案） ロバート・ヴァン・スコヤック（脚本）                      | ウォルター・グローマン         |
| 10   | Stage Struck                     | 幕間に悲劇は起こる       | フィリップ・ガーソン                                                             | ジョン・アスティン             |
| 11   | Night Of The Headless Horseman   | オカルト騎手は夜走る     | R・バーカー・プライス                                                            | ウォルター・グローマン         |
| 12   | The Corpse Flew First Class      | 遺体はファーストクラス   | ドナルド・ロス                                                                   | ウォルター・グローマン         |
| 13   | Crossed Up                       | 殺人はハリケーンの夜に   | スティーヴン・ロング・ミッチェル クレイグ・W・ヴァン・シックル                   | デヴィッド・ヘミングス         |
| 14   | Murder In a Minor Key            | 死に神は短調で歌う       | アーサー・マークス（原案） ピーター・S・フィッシャー（脚本）                     | ニック・ハビンガ               |
| 15   | The Bottom Line is Murder        | 人気キャスターの死       | スティーヴン・ロング・ミッチェル クレイグ・W・ヴァン・シックル                   | アンソニー・ショウ             |
| 16   | Death Takes a Dive               | 八百長は死で報われる     | ピーター・S・フィッシャー                                                        | シーモー・ロビー               |
| 17   | Simon Says,Color Me Dead         | さようなら私の絵         | ロバート・E・スワンソン                                                          | ケヴィン・G・クレミン          |
| 18   | No Laughing Murder               | ショーマンは悲しからずや | トム・ソーヤー                                                                   | ウォルター・グローマン         |
| 19   | No Accounting For Murder         | 亡霊ビルを行く           | ジェラルド・K・シーゲル                                                          | ピーター・クレイン             |
| 20   | The Cemetery Vote                | とても不安な保安官       | ロバート・ヴァン・スコヤック                                                     | シーモー・ロビー               |
| 21   | The Days Dwindle Down            | あぁ獄中に30年           | フィリップ・ガーソン                                                             | マイケル・リンチ               |
| 22   | Murder, She Spoke                | 停電は殺しのチャンス     | サイ・ローズ                                                                     | アンソニー・ショウ             |

### シーズン4
米国での放送：1987-1988年
| 話数 | サブタイトル                                        | サブタイトル                 | 脚本                                                                                            | 監督                           |
| 話数 | 原題                                                | 邦題                         | 脚本                                                                                            | 監督                           |
| ---- | --------------------------------------------------- | ---------------------------- | ----------------------------------------------------------------------------------------------- | ------------------------------ |
| 1    | A Fashionable Way to Die                            | ファッションショーは死の舞台 | ダニエル・ロス                                                                                  | ニック・ハビンガ               |
| 2    | When Thieves Fall Out                               | 正義がもたらした結末         | アーサー・デヴィッド・ウェインガーテン                                                          | シーモー・ロビー               |
| 3    | Witness for the Defense                             | 消えたブローチ               | ロバート・E・スワンソン                                                                         | シーモー・ロビー               |
| 4    | Old Habits Die Hard                                 | 過去との決別                 | クリス・マンハイム                                                                              | ジョン・リュウェリン・モクシー |
| 5    | The Way to Dusty Death                              | 内助の愚行                   | フィリップ・ガーソン                                                                            | ニック・ハビンガ               |
| 6    | It Runs in the Family                               | やっぱり いとこも名探偵      | ピーター・S・フィッシャー                                                                       | ウォルター・グローマン         |
| 7    | If It's Thursday, It Must Be Beverly                | モテすぎるのも玉にキズ?      | ウェンディ・グラフ リサ・ストーツキー                                                           | ピーター・クレイン             |
| 8    | Steal Me a Story                                    | テレビ界の暗闇               | ピーター・S・フィッシャー                                                                       | ジョン・リュウェリン・モクシー |
| 9    | Trouble in Eden                                     | エデンの園の秘密行           | ジョン・D・F・ブラック（原案・脚本） ポール・サベッジ（脚本）                                   | ニック・ハビンガ               |
| 10   | Indian Giver                                        | 当たり前の幸せ               | ジェラルド・K・シーゲル                                                                         | ウォルター・グローマン         |
| 11   | Doom With a View                                    | はかなく散った青春の幻影     | ケネス・A・バーグ                                                                               | ウォルター・グローマン         |
| 12   | Who Threw the Barbitals in Mrs. Fletcher's Chowder? | 特製ディナーは毒の味         | ロバート・ヴァン・スコヤック                                                                    | ジョン・リュウェリン・モクシー |
| 13   | Harbinger of Death                                  | 望遠鏡から見えたのは?        | R・バーカー・プライス                                                                           | アンソニー・ショウ             |
| 14   | Curse of the Daanau                                 | ダアナフの呪い               | クリス・マンハイム                                                                              | ウォルター・グローマン         |
| 15   | Mourning Among the Wisterias                        | 欲にまみれた悲劇             | スコット・アンダーソン                                                                          | ウォルター・グローマン         |
| 16   | Murder Through the Looking Glass                    | 殺し屋の最期の告白           | ロバート・ヴァン・スコヤック                                                                    | シーモー・ロビー               |
| 17   | A Very Good Year for Murder                         | わが愛しのワイナリー         | ロバート・E・スワンソン                                                                         | ウォルター・グローマン         |
| 18   | Benedict Arnold Slipped Here                        | 秘密のお宝を探せ!            | ウェンディ・グラフ（原案） リサ・ストーツキー（原案） ロバート・ヴァン・スコヤック（脚本）      | シーモー・ロビー               |
| 19   | Just Another Fish Story                             | 幸せは告白の後に             | フィリップ・ガーソン                                                                            | ウォルター・グローマン         |
| 20   | Showdown in Saskatchewan                            | レントゲン写真の謎           | ヴィンセント・マックヴィーティ                                                                  | ディック・ネルソン             |
| 21   | Deadpan                                             | ミステリー仕立ての復讐劇     | アーサー・デヴィッド・ウェインガーテン（原案） メアリー・アン・カシカ、マイケル・シェフ（脚本） | E・W・スワックハマー           |
| 22   | The Body Politic                                    | ゴシップにご用心             | ダニエル・ロス                                                                                  | アンソニー・ショウ             |

### シーズン5
米国での放送：1988-1989年
| 話数 | サブタイトル                        | サブタイトル               | 脚本                                                    | 監督                           |
| 話数 | 原題                                | 邦題                       | 脚本                                                    | 監督                           |
| ---- | ----------------------------------- | -------------------------- | ------------------------------------------------------- | ------------------------------ |
| 1    | J.B.. as in Jailbird                | 塀の中の名探偵             | ロバート・E・スワンソン                                 | アンソニー・ショウ             |
| 2    | A Little Night Work                 | 盗まれたネックレス         | ピーター・S・フィッシャー                               | ウォルター・グローマン         |
| 3    | Mr. Penroy's Vacation               | 謎の訪問者たち             | ロバート・E・スワンソン                                 | アンソニー・ショウ             |
| 4    | Snow White, Blood Red               | ゲレンデに降る赤い雪       | ピーター・S・フィッシャー                               | ヴィンセント・マックヴィーティ |
| 5    | Coal Miner's Slaughter              | 地下に葬られた真実         | クリス・マンハイム                                      | ウォルター・グローマン         |
| 6    | Wearing of the Green                | 哀しき大女優のティアラ     | ピーター・S・フィッシャー                               | シーモー・ロビー               |
| 7    | The Last Flight of the Dixie Damsel | ディクシー・ダムゼルの真実 | ピーター・S・フィッシャー                               | ヴィンセント・マックヴィーティ |
| 8    | Prediction: Murder                  | 予言殺人                   | リチャード・スタンリー ラルフ・マイヤーリング           | ウォルター・グローマン         |
| 9    | Something Borrowed, Someone Blue    | 結婚式は事件の幕開け       | フィリップ・ガーソン                                    | ジョン・ルウェリン・モクシー   |
| 10   | Weave a Tangled Web                 | 2つの愛の巣                | ロバート・E・スワンソン                                 | シーモー・ロビー               |
| 11   | The Search for Peter Kerry          | 20年の空白                 | ピーター・S・フィッシャー                               | ウォルター・グローマン         |
| 12   | Smooth Operators                    | 靴をなくした遺体           | ジェラルド・K・シーゲル                                 | アンソニー・ショウ             |
| 13   | Fire Burn, Cauldron Bubble          | 生き返った魔女             | トム・ソーヤー                                          | ジョン・ルウェリン・モクシー   |
| 14   | From Russia... with Blood           | マイクロフィルムの謎       | ドナルド・ロス                                          | ヴィンセント・マックヴィーティ |
| 15   | Alma Murder                         | 真実を告げるとき           | クリス・マンハイム                                      | アンソニー・ショウ             |
| 16   | Truck Stop                          | 最期の告白                 | フィリップ・ガーソン                                    | ヴィンセント・マックヴィーティ |
| 17   | The Sins of Castle Cove             | ゴシップは命がけ           | ロバート・ヴァン・スコヤック                            | ジョン・ルウェリン・モクシー   |
| 18   | Trevor Hudson's Legacy              | 文豪の遺作                 | エリック・ヒューストン（原案） ポール・サベッジ（脚本） | ウォルター・グローマン         |
| 19   | Double Exposure                     | 消えた旧友                 | ロバート・E・スワンソン                                 | アンソニー・ショウ             |
| 20   | Three Strikes, You're Out           | トレードは死のにおい       | ドナルド・ロス                                          | シーモー・ロビー               |
| 21   | Mirror, Mirror, on the Wall: Part 1 | 鏡よ鏡（前編）             | ピーター・S・フィッシャー                               | ウォルター・グローマン         |
| 22   | Mirror, Mirror, on the Wall: Part 2 | 鏡よ鏡（後編）             | ピーター・S・フィッシャー                               | ウォルター・グローマン         |

### シーズン6
米国での放送：1989-1990年
| 話数 | サブタイトル                                | サブタイトル         | 脚本                                                                | 監督                           |
| 話数 | 原題                                        | 邦題                 | 脚本                                                                | 監督                           |
| ---- | ------------------------------------------- | -------------------- | ------------------------------------------------------------------- | ------------------------------ |
| 1    | Appointment in Athens                       | アテネの約束         | トム・ソーヤー                                                      | ヴィンセント・マックヴィーティ |
| 2    | Seal of the Confessional                    | 教会での告白         | リン・ケルジー（脚本） ホイットニー・ウェレット・ロバーソン（原案） | ヴィンセント・マックヴィーティ |
| 3    | The Grand Old Lady                          | 忘れえぬ船旅         | ピーター・S・フィッシャー                                           | ヴィンセント・マックヴィーティ |
| 4    | The Error of Her Ways                       | 彼女の失敗           | ドナルド・ロス                                                      | アンソニー・ショウ             |
| 5    | Jack and Bill                               | 相棒                 | ピーター・S・フィッシャー チャック・ボーマン                        | チャック・ボーマン             |
| 6    | Dead Letter                                 | 死を呼ぶ手紙         | ポール・シファー                                                    | アンソニー・ショウ             |
| 7    | Night of the Tarantula                      | タランチュラの夜     | クリス・マンハイム                                                  | ヴィンセント・マックヴィーティ |
| 8    | When the Fat Lady Sings                     | 殺しはオペラのように | ピーター・S・フィッシャー                                           | ウォルター・グローマン         |
| 9    | Test of Wills                               | 嵐の中の遺言状       | ロバート・E・スワンソン                                             | アンソニー・ショウ             |
| 10   | Class Act                                   | 冤罪                 | ピーター・S・フィッシャー                                           | アレン・レイスナー             |
| 11   | Town Father                                 | 町長選は大騒ぎ       | フィリップ・ガーソン                                                | ジョン・ルウェリン・モクシー   |
| 12   | Good-Bye Charlie                            | さよならチャーリー   | ロバート・ヴァン・スコヤック                                        | アンソニー・ショウ             |
| 13   | If the Shoe Fits                            | 小さな庭師とジェシカ | リン・ケルジー                                                      | アンソニー・ショウ             |
| 14   | How to Make a Killing Without Really Trying | ウォール街殺人事件   | ロバート・E・スワンソン                                             | ウォルター・グローマン         |
| 15   | The Fixer-Upper                             | 死を呼ぶ豪邸         | オリヴァー・ヘイリー                                                | ジョン・ルウェリン・モクシー   |
| 16   | The Big Show of 1965                        | 1965年の殺人ショー   | ロバート・ヴァン・スコヤック                                        | ジェリー・ジェイムソン         |
| 17   | Murder: According to Maggie                 | 刑事ドラマ殺人事件   | ピーター・S・フィッシャー                                           | ジョン・ルウェリン・モクシー   |
| 18   | O'Malley's Luck                             | オマリーの幸福       | リン・ケルジー（脚本） ジェラルド・K・シーゲル（原案）              | マイケル・J・リンチ            |
| 19   | Always a Thief                              | 泥棒の流儀           | ピーター・S・フィッシャー                                           | ウォルター・グローマン         |
| 20   | Shear Madness                               | 狂気の犯行           | クリス・マンハイム                                                  | ウォルター・グローマン         |
| 21   | The Szechuan Dragon                         | 留守宅の事件         | トム・ソーヤー                                                      | ケヴィン・G・クレミン          |
| 22   | The Sicilian Encounter                      | シチリアの掟         | ロバート・E・スワンソン                                             | ケヴィン・G・クレミン          |

### シーズン7以降
シーズン7（全22話）
米国での放送：1990-1991年
シーズン8（全22話）
米国での放送：1991-1992年
シーズン9（全22話）
米国での放送：1992-1993年
シーズン10（全21話）
米国での放送：1993-1994年
シーズン11（全21話）
米国での放送：1994-1995年
シーズン12（全24話）
米国での放送：1995-1996年

### テレビ映画
| 話数 | サブタイトル                          | サブタイトル                                                                                                   | 米国での初放送日 | 脚本                                                | 監督               |
| 話数 | 原題                                  | 邦題 | 米国での初放送日 | 脚本                                                | 監督               |
| ---- | ------------------------------------- | --- | ---------------- | --------------------------------------------------- | ------------------ |
| 1    | Murder, She Wrote: South by Southwest | ジェシカおばさんの事件簿/南南西に進路を取れ                                                                    | 1997年11月2日    | デレク・マーロウ                                    | アンソニー・ショウ |
| 2    | Murder, She Wrote: A Story to Die For | ジェシカおばさんの事件簿/寒い国から来た標的（WOWOW） ジェシカおばさんの事件簿/記される殺意（スターチャンネル） | 2000年5月18日    | J・マイケル・ストラジンスキー                       | アンソニー・ショウ |
| 3    | Murder, She Wrote: The Last Free Man  | ジェシカおばさんの事件簿／ふたつの墓の謎                                                                       | 2001年5月2日     | マシュー・ソマー                                    | アンソニー・ショウ |
| 4    | Murder, She Wrote: The Celtic Riddle  | ジェシカおばさんの事件簿/遺言に隠された謎（WOWOW） ジェシカおばさんの事件簿 / ケルトの秘宝（スターチャンネル） | 2003年5月9日     | ローズマリー・アン・シッソン ブルース・ランズベリー | アンソニー・ショウ |

## リブート
2013年、NBCによってオクタヴィア・スペンサー主演のリブート作品が製作されることが決定したと発表されたが、翌年に中止が発表された。